# Secrétariat d'État à la Santé (Espagne)
Le secrétariat d'État à la Santé d'Espagne (en espagnol : Secretaría de Estado de Sanidad) est le secrétariat d'État chargé de la politique de santé.
Il relève du ministère de la Santé.

## Missions

### Fonctions
Le secrétariat d'État à la Santé est l'organe supérieur du ministère de la Santé auquel il revient de proposer et mettre en œuvre la politique gouvernementale en matière de santé publique, de coordination interterritoriale, de haute inspection, de planification sanitaire, d'élaboration et actualisation du fichier commun des services du Système national de Santé, de règlementation des professions sanitaires, de développement et exécution de la politique pharmaceutique. Il exerce les fonctions relatives au financement public et à la fixation des prix des médicaments et produits sanitaires et implémente la politique du ministère en matière de coordination de la politique des transplantations.
Il est également chargé du développement de stratégies de santé et d'actions permettant d'assurer la sécurité des aliments destinés à la consommation humaine, du point de vue nutritif et qualitatif, et de la sécurité de la chaîne alimentaire, sans préjudice des compétences réservées au ministère de la Consommation et au ministère de l'Agriculture, de la Pêche et de l'Alimentation. Le secrétariat d'État exerce aussi les compétences du ministère relatives à la coordination et à l'exécution du Plan national sur les drogues, notamment en matière de dépendance aux drogues et d'autres addictions.

### Organisation
Le secrétariat d'État est organisé de la manière suivante,, :
- Secrétariat d'État à la Santé (Secretaría de Estado de Sanidad) ;
  - Secrétariat général de la Santé numérique, de l'Information et de l'Innovation du Système national de santé (Secretaría General de Salud Digital, Información e Innovación del Sistema Nacional de Salud) ;
    - Direction générale de la Santé numérique et des Systèmes d'information pour le Système national de santé ;
      - Sous-direction générale des Services numériques de santé ;
      - Sous-direction générale de l'Infrastructure technologique sanitaire ;

    - Sous-direction générale de la Gestion des projets et de l'Innovation ;
    - Sous-direction générale de l'Information sanitaire ;

  - Direction générale de la Santé publique ;
    - Sous-direction générale de la Santé extérieure ;
    - Centre de coordination des alertes et urgences sanitaires ;
    - Sous-direction générale de la Promotion de la Santé et de la Prévention ;
    - Sous-direction générale de la Santé environnementale et de la Santé au travail ;
    - Sous-direction générale de la Qualité des soins ;
    - Division du Contrôle du VIH, de l'ITS, des hépatites virales et de la tuberculose ;

  - Direction générale du Fichier commun des services du Système national de santé et de pharmacie ;
    - Sous-direction générale de Pharmacie ;
    - Sous-direction générale du Fichier commun des services du Système national de santé et des Fonds de compensation ;

  - Direction générale de la Réglementation professionnelle ;
    - Sous-direction générale de la Formation et de la Règlementation professionnelle ;
    - Sous-direction générale de la Cohésion et de la Haute inspection du Système national de santé ;

  - Délégation du gouvernement pour le plan national des drogues ;
    - Sous-direction générale de la Coordination des programmes ;
    - Sous-direction générale des Relations institutionnelles ;
    - Sous-direction générale de la Gestion.

## Titulaires
| Titulaire | Titulaire                   | Début      | Fin         | Parti | Ministre                                          |
| --------- | --------------------------- | ---------- | ----------- | ----- | ------------------------------------------------- |
|           | José María Segovia de Arana | 30/04/1979 | 02/07/1980  | Sans  | Juan Rovira Tarazona                              |
|           | José Luis Perona Larraz     | 02/07/1980 | 29/09/1980  | Sans  | Juan Rovira Tarazona                              |
|           | Manuel Varela Uña           | 29/09/1980 | 07/03/1981  | Sans  | Alberto Oliart Jesús Sancho Rof                   |
|           | Luis Sánchez-Harguindey     | 07/03/1981 | 19/12/1981  | Sans  | Jesús Sancho Rof                                  |
|           |                             |            |             |       |                                                   |
|           | Silvia Calzón Fernández     | 06/08/2020 | 29/11/2023  | PSOE  | Salvador Illa Carolina Darias José Manuel Miñones |
|           | Javier Padilla Bernáldez    | 29/11/2023 | En fonction | MM    | Mónica García                                     |